# チーム・トロージャン
チーム・トロージャン（英：Team Trojan）は、イギリスの総合格闘技のチーム。

## 主な所属選手
- ペレ・リード
- ロニー・マン
- ドミニク・オストジッチ
- マット・セラーズ
- ジョン・フィリップス
- チェ・ミルズ

## かつての所属選手
- ジェームス・トンプソン - 2007年8月脱退
- ゼルグ・"弁慶"・ガレシック - 2009年脱退